# Mazzal tow

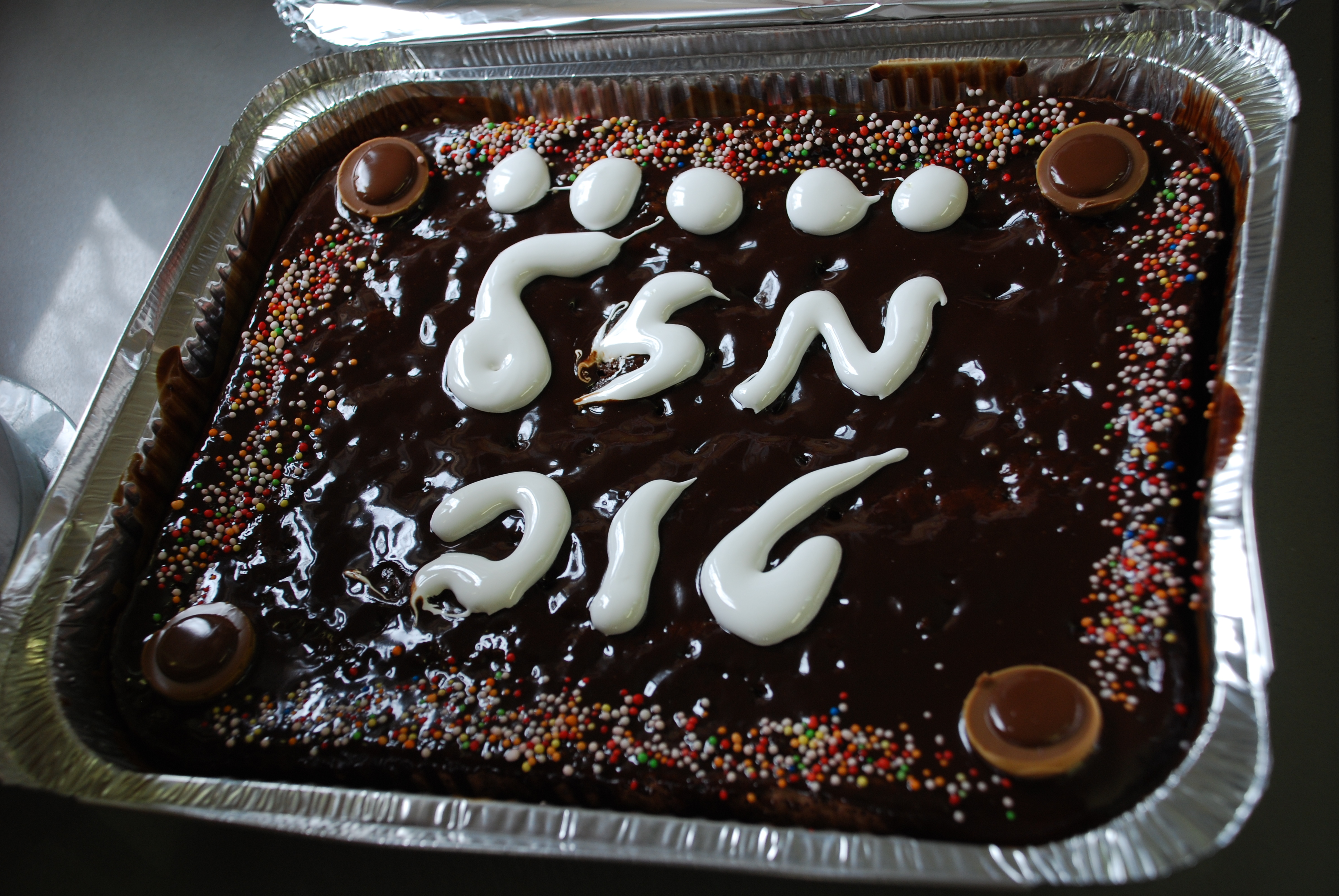
urodzinowy tort z napisem mazzal tow w Izraelu

Mazzal tow (hebr. מַזָּל טוֹב) oznacza po hebrajsku „szczęście”. Zwrot ten został także wprowadzony do języka jidysz w brzmieniu „mazeł tow” i jest obecnie powszechnie używany we współczesnym języku hebrajskim, a nawet w niemieckim i w angielskim, często oznaczając „gratulacje”. W Izraelu „mazzal tow” jest używane z okazji każdego szczęśliwego wydarzenia, jak choćby otrzymanie prawa jazdy, urodzin lub zakończenia służby w SOI.
Zwrot pochodzi od misznaickiego mazzāl, co oznacza „gwiazdozbiór” albo „przeznaczenie”; to z kolei prawdopodobnie pochodzi od akadyjskiego manzaltu lub mazzaztum. 